# Euphyllodromia chopardi
Euphyllodromia chopardi är en kackerlacksart som beskrevs av Morgan Hebard 1921. Euphyllodromia chopardi ingår i släktet Euphyllodromia och familjen småkackerlackor. Inga underarter finns listade i Catalogue of Life.